# Francesca Michelotti
Francesca Michelotti (* 16. Februar 1952 in San Marino) ist eine san-marinesische Politikerin.

## Leben
Michelotti studierte Politikwissenschaften anschließend arbeitete sie als Konservatorin und Restauratorin. 1976 wurde sie Mitglied der Denkmalschutzkommission (Commissione per la conservazione dei monumenti e degli oggi di antichità e d’arte) und 1993 Leiterin des Staatsmuseums (Museo di Stato).
Ihre politische Laufbahn begann sie in den Achtzigern im Gemeinderat (Giunta di Castello) der Città di San Marino. Michelotti gehörte dem Partito Progressista Democratico Sammarinese (PPDS) an, für den sie 1993 ins san-marinesische Parlament, den Consiglio Grande e Generale einzog. Seitdem gehört sie dem Parlament an. 1998 kandidierte sie für die PPDS, bei den Wahlen 2001 auf der Liste der Partito dei Democratici Sammarinesi, der Nachfolgepartei der PPDS. 2005 schloss sie sich der neugegründeten Partito della Sinistra an, für die sie 2006 und 2008 ins Parlament einzog. Die Partito della Sinistra vereinigte sich 2012 mit der Rifondazione Comunista Sammarinese zur Sinistra Unita, für die sie 2012 erneut in den Consiglio Grande e Generale gewählt wurde. Michelotti war Fraktionsvorsitzende der PPDS, von 2012 bis 2015 war sie Fraktionsvorsitzende der Sinistra Unita.
Sie war Mitglied im Consiglio dei XII, gehörte dem Außen-, Innen- und Justizausschuss an. 1998 wurde sie Mitglied in der Kommission für die Reform des Strafgesetzbuches.
Von 2000 bis 2001 war Michelotti Innen- und Justizministerin. Von 2006 bis 2008 war sie Ministerin für Bildung und Soziales (Segretario di Stato per l'Istruzione e la Cultura, l'Università e gli Affari Sociali).